# Giovanni Agostino Giustiniani Campi
Pour les articles homonymes, voir Campi (homonymie).
Giovanni Agostino Giustiniani Campi (né en 1538 à Gênes et mort en 1613 dans la même ville) est le 78e doge de Gênes du 27 novembre 1591 au 26 novembre 1593.